# Bartłomiej Socha
Bartłomiej Socha (Zabrze, 1981. augusztus 26. –) lengyel labdarúgócsatár. Edward Socha fia, aki a Górnik Zabrze és az Odra Wodzisław egykori labdarúgója volt, később az Odra elnöke lett.

## Pályafutása

### Klubcsapatokban
A Górnik Zabrze, az SMS Wrocław és a Stal Mielec junior csapataiban nevelkedett. 18 évesen Odra Wodzisławban játszott, ahol az apja akkoriban menedzser volt. Két év után kölcsönadták a Ruch Radzionkównak, de hamarosan visszatért az Odrába. 2003 után több lengyel csapatban is megfordult, ekkor folyamatosan a legtöbb mérkőzést a Kolejarz Stróże együttesében játszotta, itt 52 mérkőzésen 22 gólt szerzett. Közben egy évig Lettországban idegenlégióskodott, a Daugava Daugavpils csapatában, ahol mindössze 2 mérkőzésen lépett pályára. Az Odrában három idényben erősítette az együttest, összesen 57 bajnoki találkozón 6 találatot ért el.